# Kloster Kamp

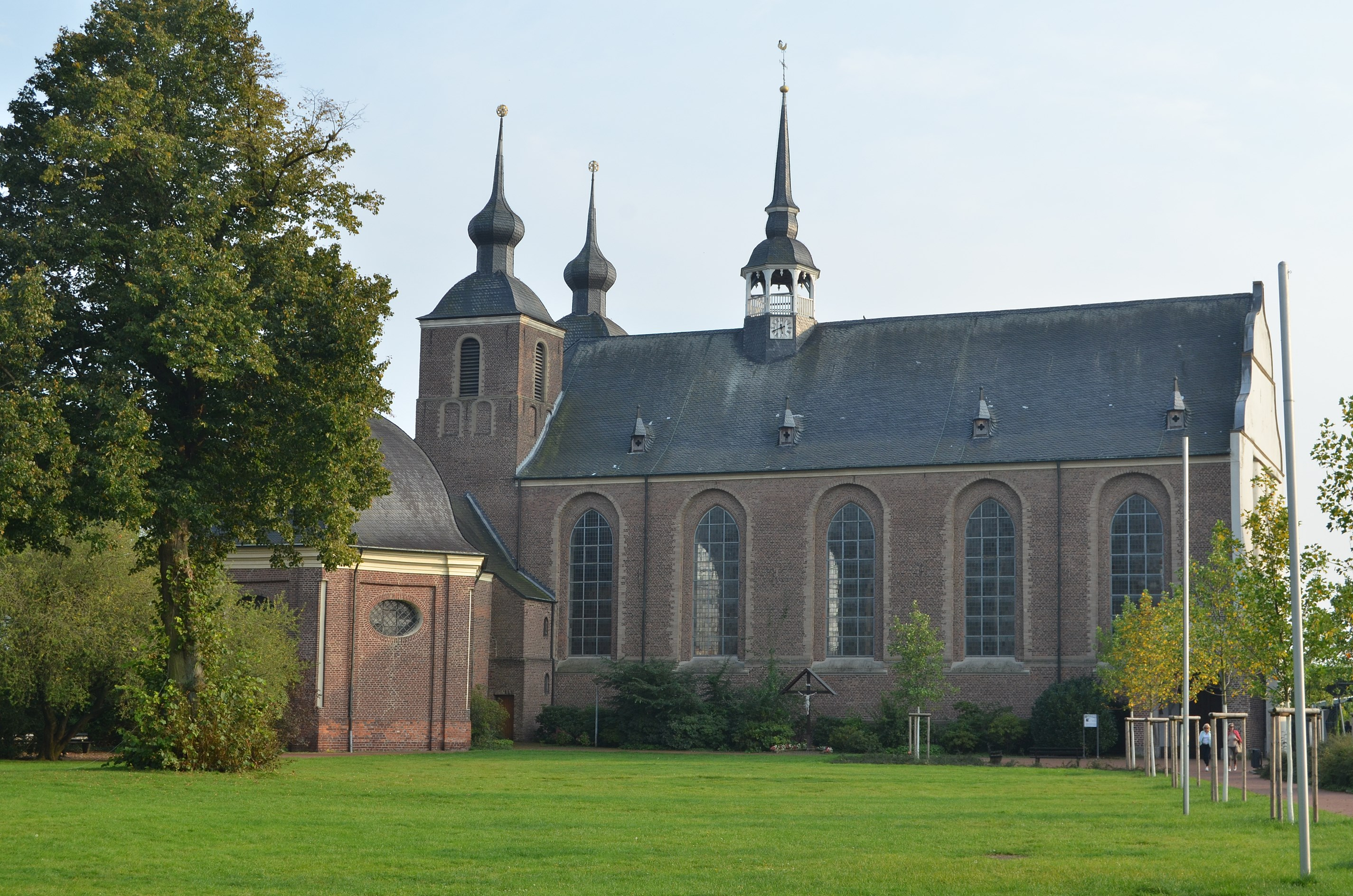
Die Abteikirche

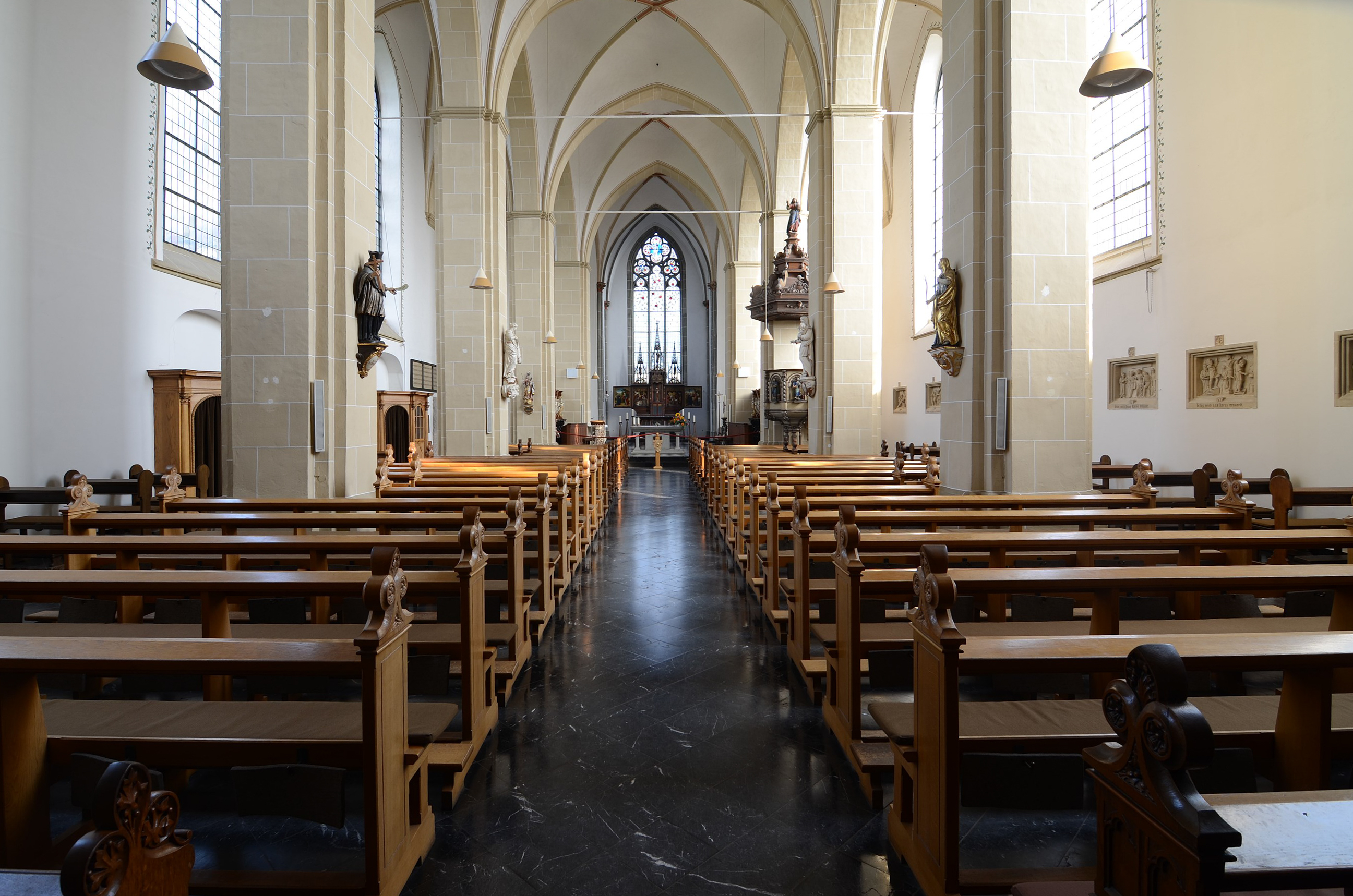
Innenansicht der Abteikirche

Kloster Kamp, auch Altenkamp (lat. Monasterium Vetus Campis oder  Campense Monasterium oder Abbatia Sancta Maria in Campo u. ä.) ist eine ehemalige Abtei auf dem Gebiet der Stadt Kamp-Lintfort am Niederrhein. Das 1123 gegründete Zisterzienserkloster war das erste im damaligen deutschsprachigen Raum.
Die Klosteranlage liegt auf einem Hügel (Kamper Berg), an dem südlich der historische Kanal Fossa Eugeniana entlangführt.
Im Jahr 2020 fand im Klostergarten sowie auf dem ehemaligen Bergwerksgelände der Schachtanlage Friedrich Heinrich 1/2 die Landesgartenschau Kamp-Lintfort 2020 statt.

## Geschichte

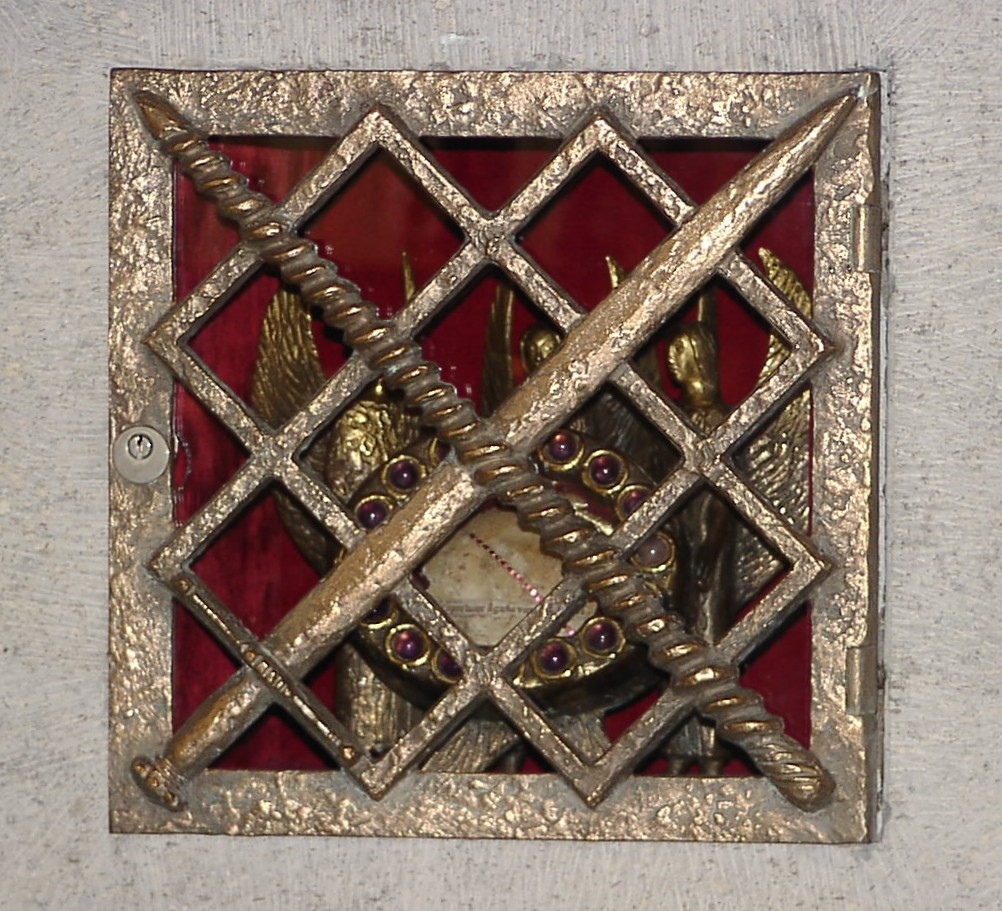
Schädeldecke der Heiligen Agatha im Altar der Klosterkirche

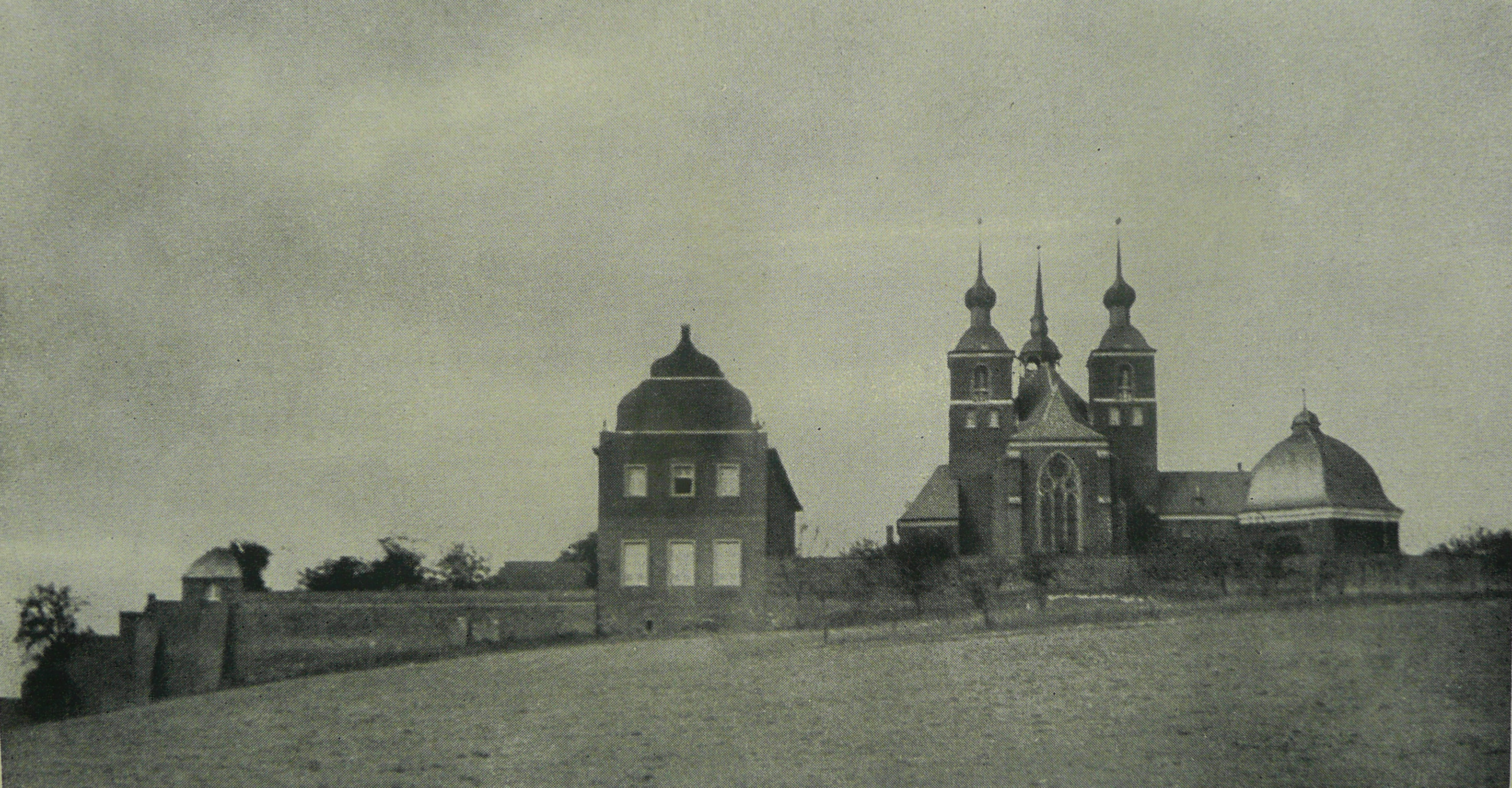
„Abtei Camp“ um 1910

### Gründung
Am 23. Januar 1123 stellte Friedrich I., Erzbischof von Köln, die Stiftungsurkunde für das Kloster aus und beauftragte seinen Bruder Arnulf aus dem Zisterzienserkloster Morimond in Frankreich, das Kloster am Niederrhein zu gründen.
Heinrich, ein weiterer Bruder, machte sich mit einer Gruppe von 12 Mönchen auf den Weg an den Niederrhein. Am 31. Januar 1123 (nach dem Julianischen Kalender 1122) wurde das Kloster errichtet. Die Mönche brachten unter anderen Reliquien auch ein Stück der Schädeldecke der Heiligen Agatha mit, die heute noch in der Klosterkirche aufbewahrt wird.
Nach der Errichtung des Klosters erhielt dieses viele Schenkungen für den Unterhalt. Erzbischof Arnold I. von Köln bestätigte 1138 eine dieser Schenkungen, einen Hof in „Götterswick“. In einer weiteren Urkunde von 1139 wurde von Papst Innocenz II. die Stiftung der „Abtei Camp“ bestätigt.
Da die Zisterzienser ihre Niederlassungen normalerweise in Tälern oder ebenen Gebieten errichtet hatten, wird vermutet, dass ihre erste Niederlassung ganz in der Nähe des späteren Klosters errichtet worden war. Unter dem zweiten Abt Theoderich wurden landwirtschaftliche Betriebe (Grangien) unter anderem in der Nähe von Kalkar und Voerde errichtet.
Laut Regel des Zisterzienserordens musste jedes Kloster einen eigenen Weinberg besitzen, den Kamp als Weingut in Moselweiß bei Koblenz besaß. Nachdem sie das Gut 1355 wegen finanzieller Schwierigkeiten verkaufen mussten, legten die Mönche im Süden der Kirche einen Weinberg an. In einer Chronik von 1483 ist mehrfach über diesen Wein zu lesen, dass er mit Reizen gegeizt haben soll: „Der Kamper Wein bereitet am Tisch nur Pein“ (lat: Vinum Campense non facit gaudia mense).

### Erbauung auf dem Kamper Berg und Töchtergründungen
Das ganze Gebiet war zu damaliger Zeit allerdings noch Sumpflandschaft. Unter dem dritten Abt Gierard (um 1150) wurde daher mit dem Bau der Klosteranlage auf einem ganz in der Nähe liegenden Hügel, dem Kamper Berg, begonnen. Damit war Kamp das einzige Zisterzienserkloster, welches auf einer Anhöhe erbaut wurde. Sechs Jahre nach der Gründung wurde schon das erste Tochterkloster Walkenried im Harz gegründet, 1132 folgten Volkenroda in Thüringen, 1135 Amelungsborn am Solling, 1140 Hardehausen in Westfalen und 1146 Michaelstein ebenfalls im Harz.
Vom Kloster Kamp gingen 15 Tochtergründungen direkt aus, wobei für den Osten das Kloster Neuzelle (südlich von Frankfurt/Oder bzw. Eisenhüttenstadt) eine besondere Bedeutung hatte. Auf dem Höhepunkt standen 60 Klöster und weitere 24 Nonnenklöster unter direkter Aufsicht der Kamper Äbte. Ende des 13. Jahrhunderts erreichte das Kloster unter Abt Giselbert seinen Höhepunkt mit Besitzungen (Höfen) unter anderem in Köln, Koblenz, Neuss, Uerdingen, Rheinberg mit dem Kamper Hof und dem zwischen Rheinberg und Moers liegenden Klostergut Strommoers, Utrecht, Aachen und Nijmegen. Von den Höfen ist nur noch der in Rheinberg erhalten; auch gibt es noch einige bewohnte Gebäude des Hofgutes Strommoers mit der zugehörigen Hofkapelle. Im Spätmittelalter war das Kloster wohl das bedeutendste des ganzen Zisterzienserordens. Ein Meisterwerk aus der Zeit, die 1312 entstandene Kamper Bibel, befindet sich heute im Besitz der Stiftung Preußischer Kulturbesitz.

### Renovierungen
Im Laufe der langen Geschichte der Abtei wurde das Kloster sowohl durch kriegerische Handlungen, Brände und sogar das stärkere Erdbeben von 1504 mehrmals teilweise oder auch fast völlig zerstört. Derartige Ereignisse sind besonders für Ende des 13. Jahrhunderts während der damaligen allgemeinen Unruhen im Gebiet von Maas und Niederrhein, in den 1470er Jahren während der kriegerischen Handlungen durch Karl den Kühnen am Niederrhein und im Herzogtum Geldern und im letzten Viertel des 16. Jahrhunderts und um 1610 während der religiösen Auseinandersetzungen zwischen Katholiken und Protestanten am Niederrhein sowie dem Achtzigjährigen Krieg der Niederländer überliefert.
Am Anfang des 15. Jahrhunderts wurden viele Gebäude des Klosters renoviert und neu errichtet, auch ein neuer Hochaltar wurde gebaut. Mit der Reformationsbewegung im 16. Jahrhundert und besonders mit dem Truchsessischen Krieg brachen schwere Zeiten für das Kloster an. Der Bücherbestand der Bibliothek, die sich aus dem Skriptorium des 12. Jahrhunderts entwickelt hatte, scheint bereits damals Einbußen erlitten zu haben, endgültig aufgelöst wurde er 1803 auf einer Versteigerung. 1580 zog ein Teil der Mönche nach Neuss, 5 Jahre später gab man das Kloster ganz auf und der Rest siedelte nach Rheinberg über. 1586 wurde ein Großteil des Klosters durch Graf Adolf von Neuenahr und Moers auf dem Berg zerstört. Zwischen 1626 und 1629 wurde am Südhang des Berges der Bau der Fossa Eugeniana vorangetrieben. Hierbei kam es ebenfalls zu Plünderungen und Zerstörungen.
Erst unter Abt Polenius (1636–1664) kehrte ein Teil der Mönche zurück. Der Versuch, ab 1640 mit dem Wiederaufbau zu beginnen, musste jedoch kurzfristig wieder unterbrochen werden. Der Wiederaufbau konnte dann allerdings zwischen 1683 und 1700 unter Abt Andreas Holtmann aus Geldern durchgeführt werden. Mit dem Bau der heutigen Klosterkirche wurde 1685 begonnen, die Apsis (Ostchor) ist als einziges noch Original von 1410 erhalten. Der Bau entspricht allerdings nicht den Idealvorstellungen des Ordens. Am 19. November 1700 konnte der ganze Konvent wieder einziehen. Unter Abt Wilhelm Norff aus Rheinberg (1705–1726) wurden eine neue Orgel gebaut, die Schulden getilgt und neue Güter gekauft. Auch die Marienkapelle im Norden der Kirche wurde zu dieser Zeit errichtet, im Niederrheingebiet existiert mit der Gnadenkapelle in Kevelaer nur ein vergleichbarer Bau.
Am 15. Juli 1714 besuchte Friedrich Wilhelm I. von Preußen die Abtei. Der König war damals in Moers zu Besuch und machte auf dem Weg nach Geldern einen Abstecher nach Kamp. Damals gab es nur eine Straße zwischen diesen beiden Orten. Auf Bitten des Priors erließ der König bei diesem Besuch die Akzisen für dieses Kloster. Auch einige schön geformte Weingläser mit kelchartiger Form und eingraviertem preußischen Adler wurden der Abtei bei diesem Besuch geschenkt.

### Letzte Blütezeit
Unter Abt Franziskus Daniels aus Grevenbroich (1733–1749) brach für das Kloster die letzte Blütezeit an. Um 1740 ließ er den heute noch bekannten Terrassengarten errichten, der als reiner Obst- und Gemüsegarten genutzt wurde. Die Terrassierung erfolgte dabei nach italienischer, die Ausfüllung der Flächen nach französischer Mode. Für die Wasserspiele im Garten wurde das Gefälle des Berges ausgenutzt, der Wasserspeicher dafür befand sich unter dem Südturm der Klosterkirche. Abt Daniels ließ ebenfalls noch eine Prälatur direkt neben der Klosterkirche bauen.
Vom 29. August bis zum 14. September 1740 bereiste Kronprinz Friedrich (II.) von Preußen den Niederrhein. Auf der Fahrt von Moers zu Schloss Moyland bei Kleve, wo er sich mit Voltaire treffen wollte, kam er wahrscheinlich am Kloster Kamp vorbei, dessen Terrassengarten gerade erbaut wurde. Es ist daher möglich, dass er hier Inspiration für den ab 1744 erbauten Garten von Sanssouci erhielt.
Bei Kamp kam es während des Siebenjährigen Krieges am 12. Juni 1758 zum Sieg Ferdinands von Braunschweig über die Franzosen unter Graf Clermont. Dieser folgte am 23. Juni die Schlacht bei Krefeld, nach der der gesamte Niederrhein von den Franzosen verlassen wurde. Bereits 1759 besetzten die Franzosen wieder das Gebiet des Linken Niederrheins.  Am 16. Oktober 1760 kam es in der Schlacht bei Kloster Kampen zum Sieg der Franzosen unter Marquis de Castries über Ferdinand, der mit preußischen und englischen Truppen versucht hatte die Franzosen zu überraschen.
Nachdem 1789 in Frankreich die Revolution ausgebrochen war, wurde 1794 der linke Niederrhein von den französischen Armeen besetzt. Am 6. August 1802 wurde von den Kommissaren Lépine und Thibault die Säkularisation des Klosters verkündet, alle beweglichen und unbeweglichen Güter wurden konfisziert. Allein die Kirche und die für den Gottesdienst benötigten Gegenstände waren davon ausgenommen. Die letzten 27 Mönche verließen mit Abt Bernhard Wiegels das Kloster bereits am 10. August 1802. 1807 wurde das Kloster nach einer Versteigerung in Aachen von sechs Kaufleuten erworben. Die Gebäude wurden abgerissen oder umgebaut, das Land des Ordens ging durch die Abschaffung der Feudalrechte durch Frankreich an die Bauern über, die es bisher nur erblich nutzen durften.
Auf dem Wiener Kongress wurde Kamp Teil der preußischen Rheinlande, zunächst Provinz Jülich-Kleve-Berg, ab 1822 Rheinprovinz. Zwischen 1802 und 1954 wurde die ehemalige Klosterkirche von der Gemeinde als Pfarrkirche genutzt. Am 27. Mai 1954 zog ein Konvent der Karmeliter in das Kloster ein; diese waren als Seelsorger und Lehrer an den Schulen der Stadt tätig. 2002 wurde aber auch dieser Konvent aufgelöst und die Ordensleute zogen bis auf einen in die Niederlande zurück.

## Abteikirche
Über den ersten Kirchbau der Abtei ist wenig bekannt. Dieser soll in den Jahren 1150 bis 1182 errichtet worden sein, vermutlich im romanischen Stil. Die Aussagen über eine Ausstattung dieser Kirche mit einem Querhaus sind widersprüchlich, in jedem Fall spekulativ. In den Jahren 1410 bis 1415 wurden an der Kirche Veränderungen vorgenommen: „Im Jahre des Herrn 1410 wurde das Kirchengebäude erneuert, mit großen Kosten in die Höhe gezogen und mit einem neuen Schutzdach versehen. Im nachfolgenden Jahr wurde sie in Richtung Westen um eine Länge von 25 Fuß vergrößert.“
Im Zuge dieser Maßnahmen erhielt die Kirche einen rechteckig geschlossenen Chorraum (Sanktuarium). In nördlicher Richtung wurden Kapellen angebaut. Die Baumaßnahmen wurden im gotischen Baustil vorgenommen. Auch für diesen Bau ist ein Querhaus nicht nachgewiesen. Diese Kirche wurde mit der gesamten Klosteranlage im Zuge des Truchsessischen Krieges (1583–1588) zerstört.
Im 17. Jahrhundert wurde ein Neubau errichtet (Fertigstellung 1700), und zwar auf den Grundmauern der alten Kirche und unter Berücksichtigung des teilweise erhalten gebliebenen Sanktuariums. Der Baustil dieses Neubaus ist der Gotik nachempfunden. Mit den Altären, dem Chorgestühl, einigen Skulpturen und der Orgel erhielt die Kirche eine barocke Innenausstattung.
Unter französischer Herrschaft wurde das Kloster 1802 säkularisiert. Die ehemalige Abteikirche wurde Pfarrkirche und wird seitdem als solche genutzt. Während viele Kunstschätze, die kostbare Bibliothek mit zahlreichen Handschriften sowie Gemälde verloren gingen, blieben ein Teil des Chorgestühls, die Kanzel, einige Skulpturen und die Orgel, erhalten.
Die beiden Zwiebeltürme an der Ostwand sind ein markantes Zeichen, ein für Zisterzienserkirchen jedoch völlig untypisches, lediglich dem Barock geschuldetes Bauelement der Kirche. Das gilt auch für den kleinen Glockenturm auf dem Mittelschiff der Kirche (heute ohne Funktion), der mangels eines Querhauses den für Zisterzienser typischen kleinen Dachreiter auf der Vierung des Hauses ersetzt. Ein Turm am Westwerk fehlt, diesmal in Übereinstimmung mit der zisterziensischen Enthaltsamkeit von Prunk. Im Nordosten schließt sich eine sechseckige Marienkapelle aus dem Jahr 1714 an.

## Klostergebäude
Vom ehemaligen Kloster blieben neben der Kirche nur zwei weitere Gebäude erhalten:
1. Der südöstlich der Abteikirche gelegene Backsteinbau, der als einziger noch als Klostergebäude erkennbar ist und daher heute allgemein als „Kloster Kamp“ bezeichnet wird. Die obere Etage nutzten die Zisterzienser ehemals als Infirmerie (Krankenhaus). Im Truchsessischen Krieg wurde das Gebäude zerstört. Nach dem Westfälischen Frieden wurde das Haus auf den alten Fundamenten und den erhalten gebliebenen Grundmauern wieder errichtet. Es diente nach der Säkularisation als Pastorat. Von 1954 bis 2002 nutzte es der Karmeliterkonvent als Kloster. Der im Erdgeschoss gelegene „Rokokosaal“ und der Gewölbekeller werden heute als Veranstaltungsorte genutzt.
2. Der westlich der Abteikirche gelegene Rest der ehemaligen Prälatur aus dem 18. Jahrhundert. Das Gebäude befindet sich heute in Privatbesitz und ist durch seinen später angebrachten Außenverputz nicht mehr im Originalzustand erhalten.

## Die Klostergärten

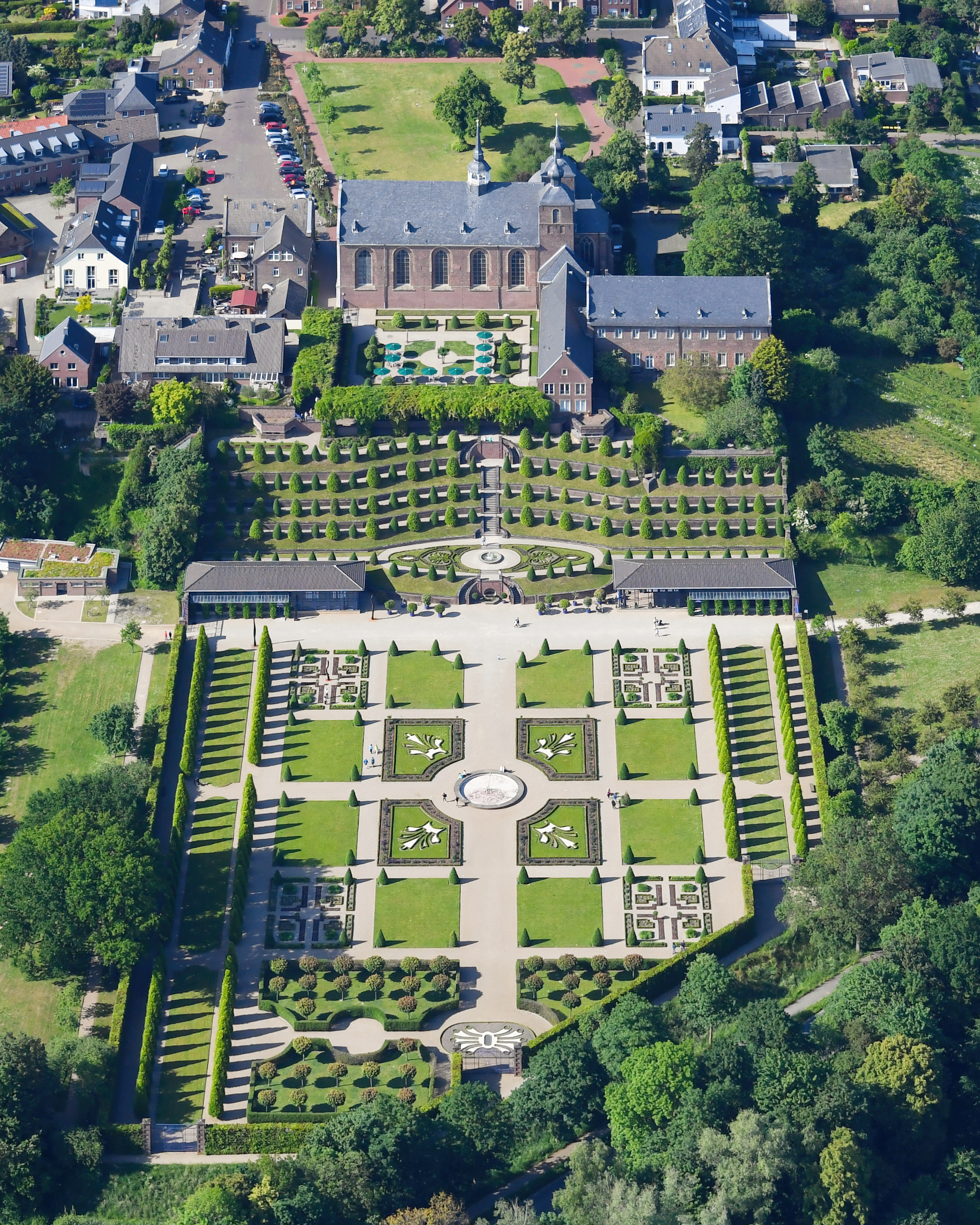
Das Kloster und der Klostergarten von Süden aus der Luft gesehen

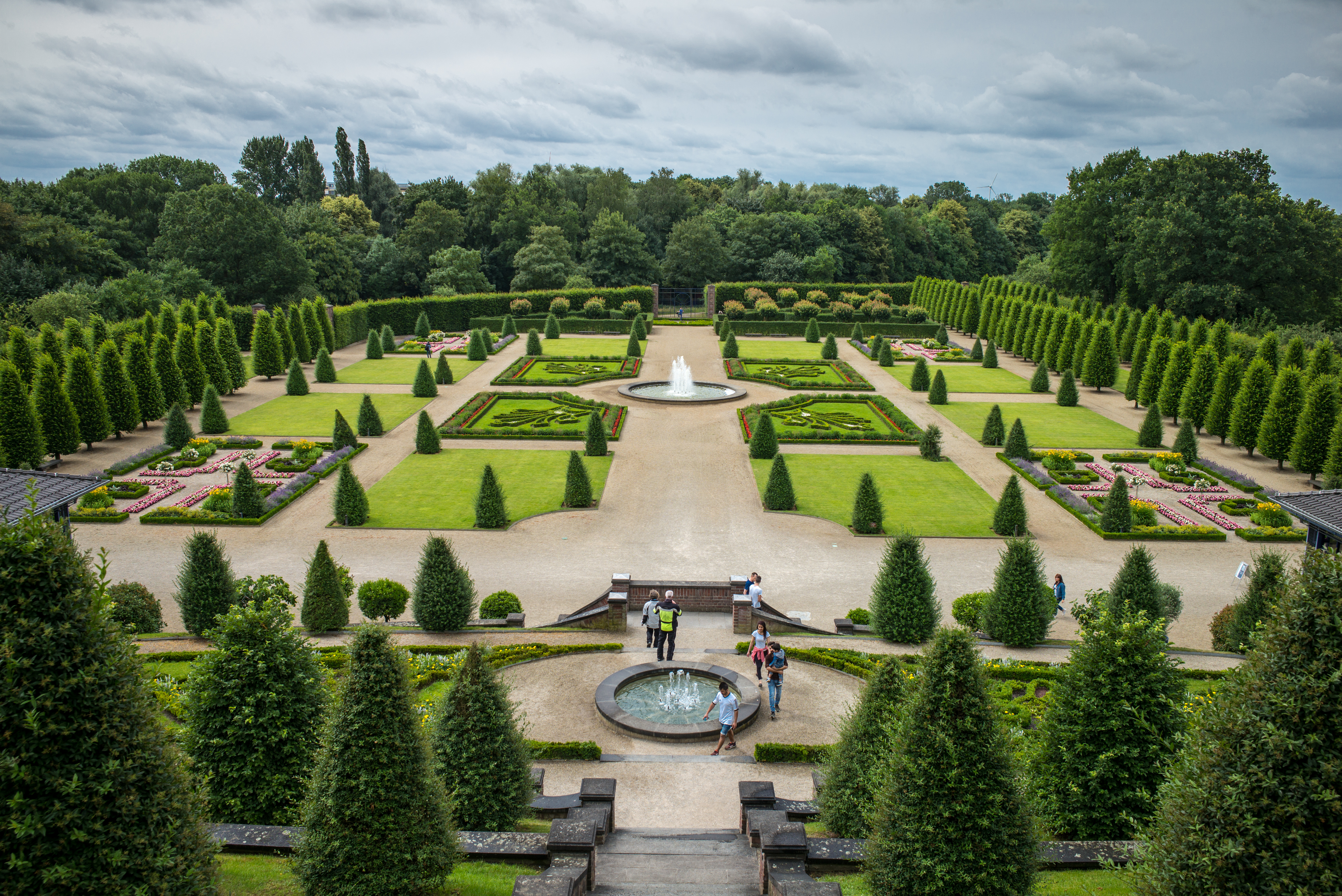
Klostergarten

Die Gärten des Klosters Kamp stellen eine neue Gartenanlage in barocken Strukturen dar, errichtet ab den 1980er Jahren bis ca. 1991. Sie sind eine Anlage nach historischem Vorbild auf historischem Boden nach einer authentischen Vorlage, einem Kupferstich von August Querfurth und Ernst Ludwig Creite aus der Mitte des 18. Jahrhunderts. Die Anlage zählt insgesamt vier Gärten mit den folgenden Bezeichnungen: Terrassengarten, Barockgarten, Alter Garten und Obstgarten. Mit der Wiederherstellung wurde der Versuch unternommen, Mosaiksteinchen barocker Gartenbaukunst an ihrem traditionellen Ort wieder in ein geschlossenes Bild zu integrieren. Die wiedererrichtete Gartenanlage wurde 2004/2005 als herausragendes Beispiel in die Straße der Gartenkunst zwischen Rhein und Maas aufgenommen.

### Terrassengarten
Der Terrassengarten, am Südhang des Kamper Berges gelegen, gründet in einer Anlage, die von den Kamper Zisterziensermönchen nach dem Dreißigjährigen Krieg errichtet wurde. Gestaltet wurde der Garten von Benediktus Bücken, Mathematiker und Baumeister und Mitglied des Konvents der ehemaligen Zisterzienserabtei Kamp. Bücken verwendete als Vorlage für die Anlage die „Architettura“ des Sebastiano Serlio (1. Ausgabe Venedig 1540). Danach erhielt der Terrassengarten fünf Terrassen, die obersten vier in konkaver, die fünfte und unterste in konvexer Form. Infolge des Wechsels von konkaver zu konvexer Formgebung entsteht auf der untersten Terrasse eine „Arena“, ein Blumengarten mit Springbrunnen. Mittig des Gartens legte Bücken eine Treppenanlage, die sogenannte „Schöne Treppe“, an. Diese war mit wertvollen Skulpturen auf ihren beidseitigen Postamenten geschmückt, die mit dem Untergang des Klosters infolge der Säkularisation verloren gingen. Auf den vier Treppenpostamenten der unteren Terrasse wurde 2010 ein Sonnenuhrensemble installiert.

### Barockgarten
Südlich an den Terrassengarten schließt sich der horizontal gelegene Barockgarten an. Mit dem Terrassengarten ist er durch die in einem geschwungenen Doppellauf endende Schöne Treppe verbunden, die hier eine hohe Brunnenwand einschließt. Der Barockgarten ist in 16 rechteckige Felder, davon 4 traditionelle Schmuckfelder, gegliedert. Im Osten, Süden und Westen schließen sich weitere Felder mit Randbepflanzungen an. Das Zentrum des Gartens bildet eine Rundbrunnenanlage mit integrierten Wasserfontänen. Im Norden des Gartens sind zwei Orangerien symmetrisch angeordnet. Die ursprüngliche Anlage erfolgte ebenso wie der Terrassengarten durch die Zisterzienser nach dem Dreißigjährigen Krieg, die Gestaltung übernahm ebenfalls Benediktus Bücken.

Kloster Kamp – Ansicht aus Süden auf Barockgarten, Terrassengarten und Abteikirche

### Alter Garten und Obstgarten
Der Alte Garten ist eine östlich des Kamper Berges gelegene regelmäßige Anlage, die strukturell dem Barockgarten ähnelt. Für den in 16 quadratische Felder gegliederten Garten wurde 2012 ein Farbkonzept für die Bepflanzung realisiert. Die im 20. Jahrhundert neu angelegte Bundesstraße 510 überdeckt jedoch rund ein Drittel des ursprünglichen Gartens. Auf der Nordostseite des Kamper Berges besteht der Obstgarten mit u. a. Pflaumen-, Apfel- und Kirschbäumen.

### Sonnenuhren im Terrassengarten
2010 wurde auf den vier Treppenpostamenten der unteren Terrasse eine astronomische Sonnenuhr in Form von vier flachen Pyramiden mit jeweils drei Zifferblättern installiert. Diese Sonnenuhr stellt die Zeitanzeigen der Antike und des Mittelalters, die klösterlichen Gebetszeiten und die moderne Zeitrechnung MEZ und MESZ dar. Die Schattenwerfer der Sonnenuhr haben die Form der im Terrassengarten angepflanzten und spitzkegelig zugeschnittenen Ligusterbäumchen.

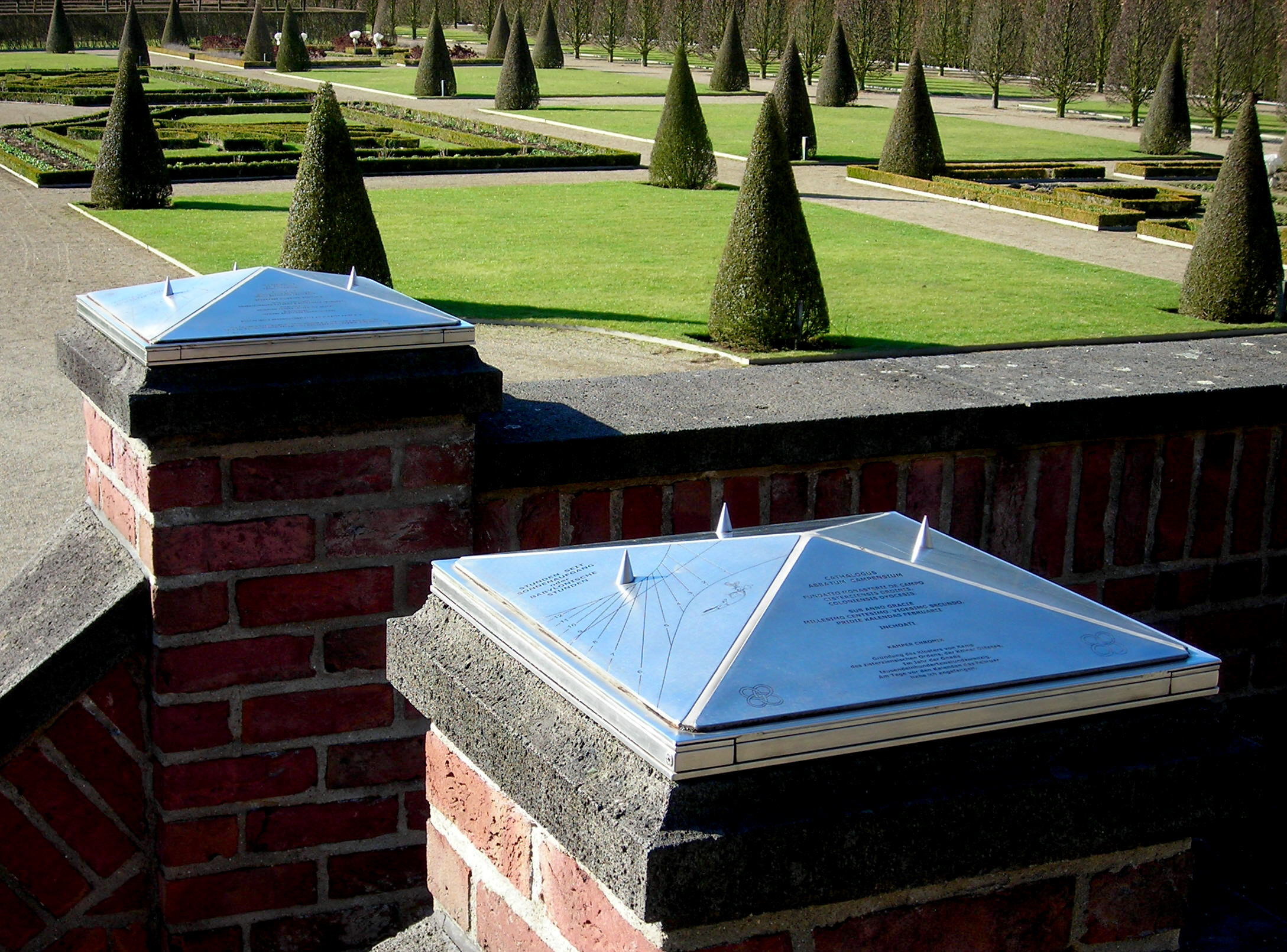
Nordost-Pfeiler (vorne) und Südost-Pfeiler (hinten)
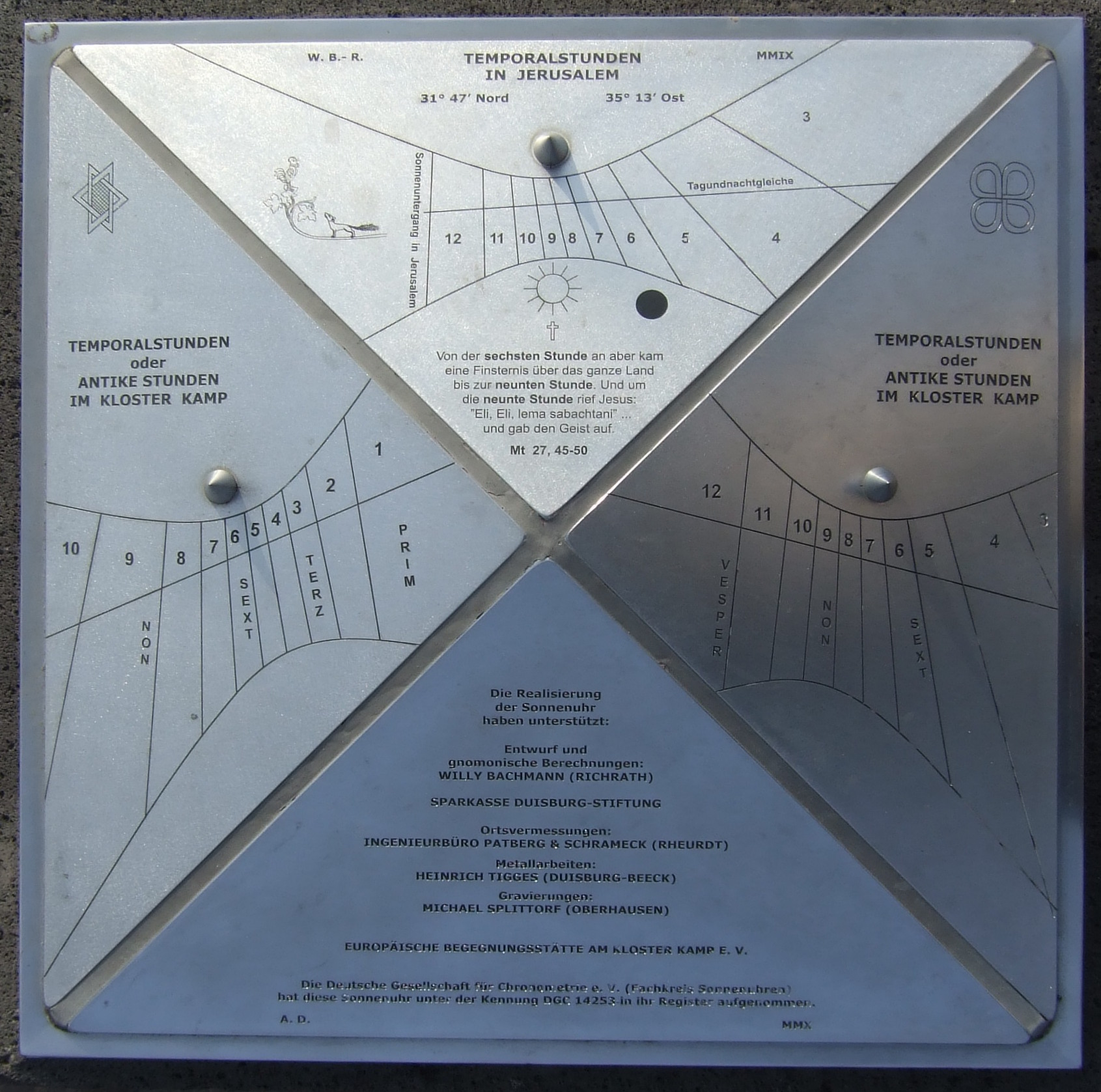
Sonnenuhr auf dem Südost-Pfeiler
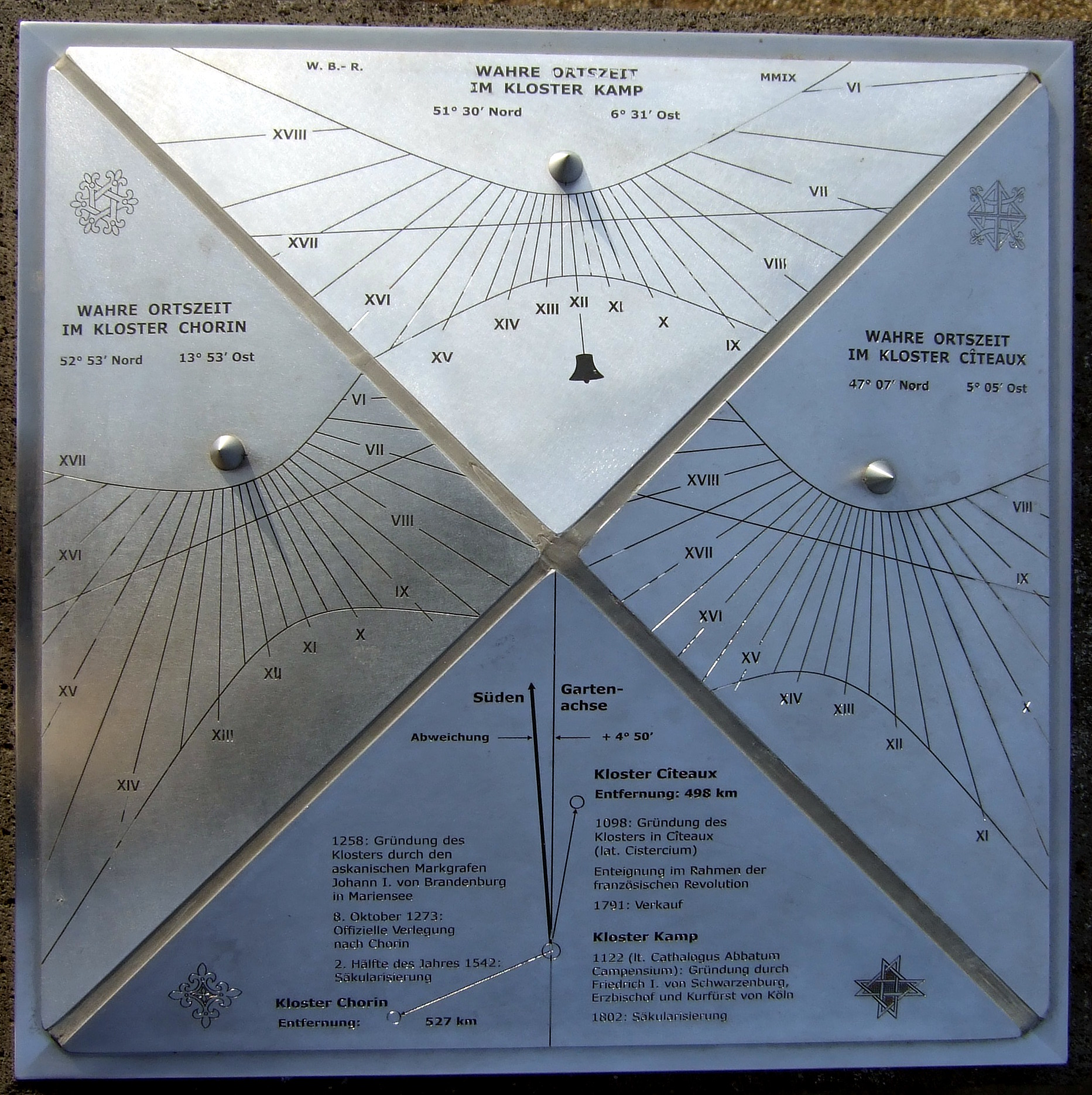
Sonnenuhr auf dem Südwest-Pfeiler
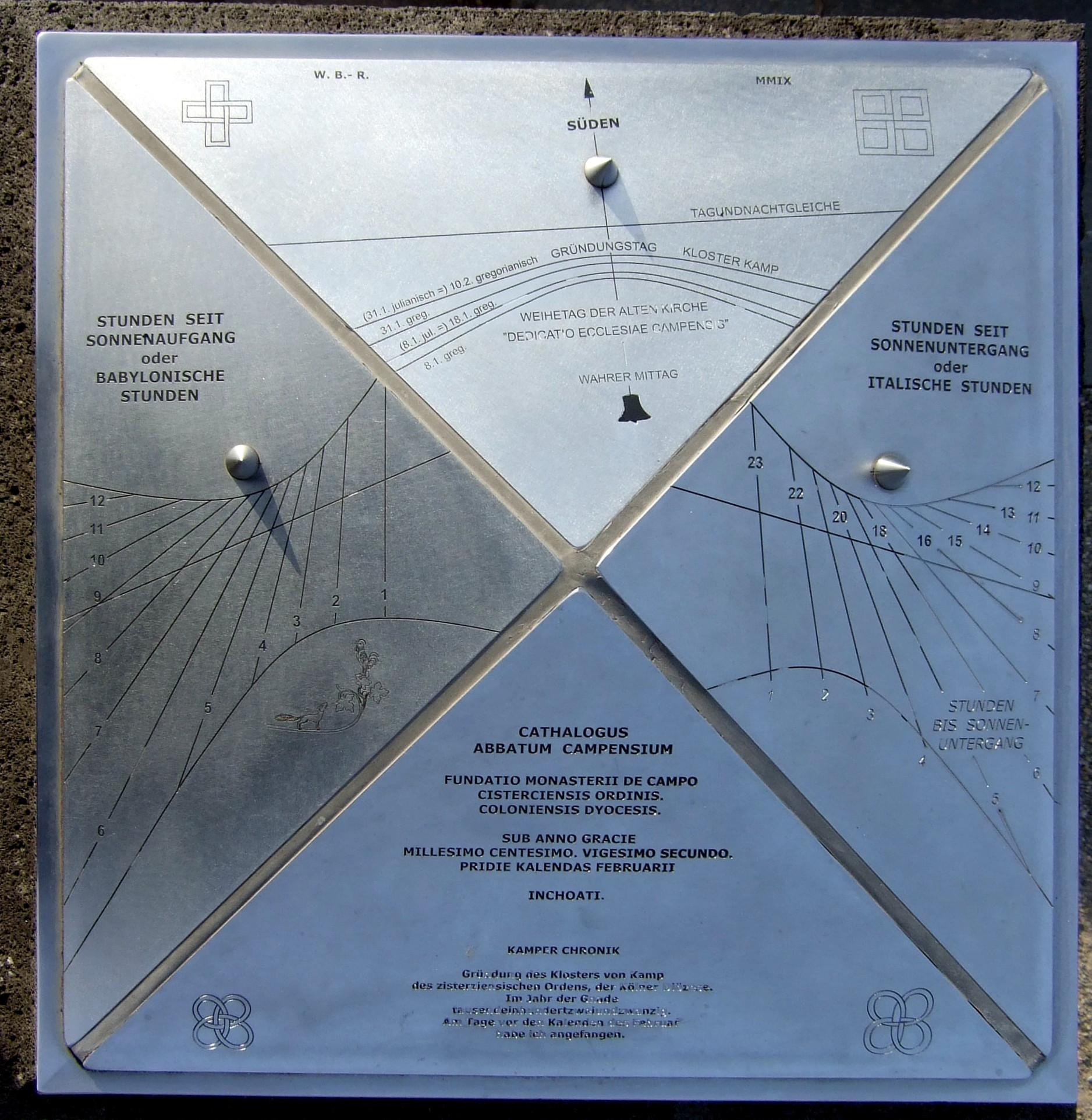
Sonnenuhr auf dem Nordost-Pfeiler
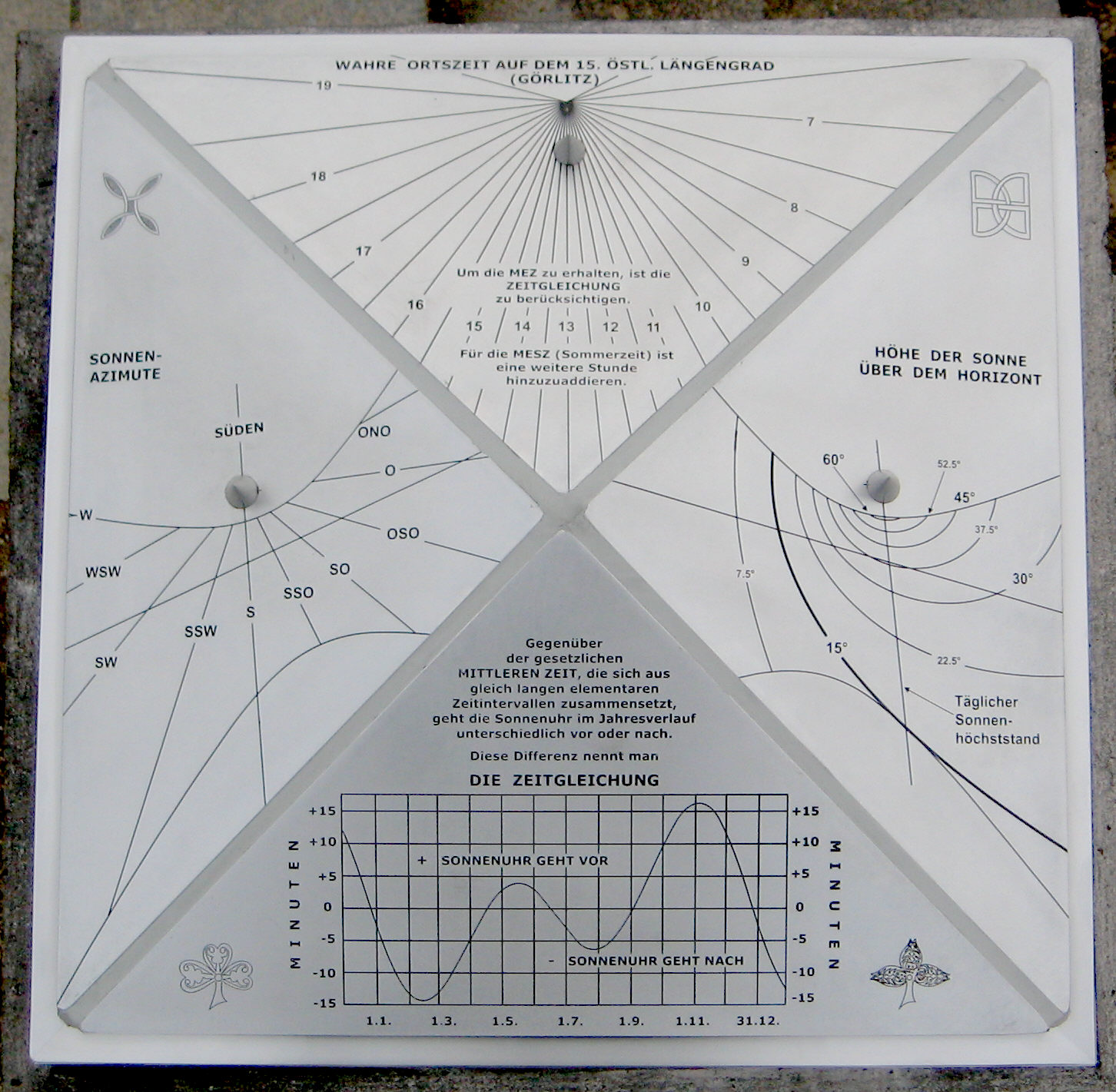
Sonnenuhr auf dem Nordwest-Pfeiler

|                               | Südostpfeiler                                      | Südwestpfeiler                                    | Nordostpfeiler                              | Nordwestpfeiler                             |
| ----------------------------- | -------------------------------------------------- | ------------------------------------------------- | ------------------------------------------- | ------------------------------------------- |
| Thematik                      | Temporalstunden                                    | Wahre Ortszeit                                    | Sonnenauf- und -untergang                   | Moderne Zeitrechnung                        |
| Zifferblatt Ost               | in Kamp (einschl. der Gebetszeiten), am Vormittag  | im Kloster Chorin (Brandenburg)                   | Stunden seit Sonnenaufgang                  | Himmelsrichtung der Sonne                   |
| Zifferblatt Süd               | in Jerusalem                                       | im Kloster Kamp                                   | Schattenkurve am Gründungstag (31.1./10.2.) | Wahre Ortszeit auf dem 15. Längengrad (MEZ) |
| Zifferblatt West              | in Kamp (einschl. der Gebetszeiten), am Nachmittag | im Kloster Cîteaux (Burgund)                      | Stunden seit und bis Sonnenuntergang        | Höhe der Sonne über dem Horizont            |
| Zifferblatt Nord: Erläuterung | Beteiligte bei der Errichtung der Sonnenuhren      | Richtungen und Entfernungen zu den o. g. Klöstern | Zitat aus dem Gründungsbericht              | Zeitgleichung                               |

## Orgel
Die Zisterzienser ließen in ihren Kirchen zunächst keine Orgeln zu, denn dieses Instrument galt als heidnisch. Der Gesang der Mönche, der „gregorianische Gesang“, ist einstimmig und unbegleitet. Erst nach dem Aufkommen der Mehrstimmigkeit im hohen Mittelalter fand auch die Orgel den Einzug in das Gotteshaus der Mönche. Unter dem Abt Henricus V. von Calcar (1483–1499) wurde ein neues Instrument aufgestellt. Die Kamper Chronik schreibt dazu: „Im Jahre 1495 wurde eine neue Orgel in der Kamper Klosterkirche aufgerichtet.“ Aus dieser Formulierung ist zu ersehen, dass schon vorher eine Orgel (Baujahr unbekannt) in der Klosterkirche gestanden hatte. Diese wird aber im Ostchor hinter dem Lettner ihren Platz gehabt haben und wahrscheinlich tragbar gewesen sein. Eine Kellnereirechnung von 1667 belegt Arbeiten an der damaligen Orgel.

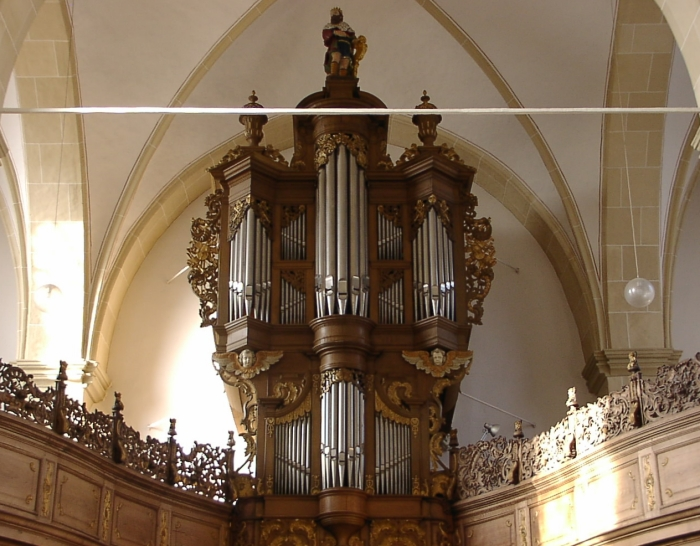
Historischer Orgelprospekt

Der heute noch vorhandene Prospekt mit der damals neuen Orgel wurde unter dem Abt Wilhelminus Norff III. aus Rheinberg (1705–1726) errichtet, der auch die Marienkapelle im Jahre 1714 erbauen ließ. Der Orgelbauer war vermutlich Johann Josef Brammertz (1668–1729). Die mit dem Wappen des Abtes geschmückte Orgelbühne ist sehr gut erhalten und die beste Rokokoarbeit der Kirche. Das genaue Entstehungsdatum ist nicht überliefert. Die feste Balustrade der Brüstung trägt feine und zierlich durchbrochene Arabesken mit großer Bewegtheit und reicher Mannigfaltigkeit. Das Material ist reines Eichenholz. Auf dem Geländer der Brüstung sieht man Weinlaub und Trauben gekrönt mit Rosen. Das Instrument bestand aus einem von der Südseite spielbarem zweimanualigen Werk mit angehängtem Pedal ohne eigene Pfeifen, deshalb besitzt der Orgelprospekt auch keine Pedaltürme. Zu beiden Seiten bekrönen Vasen das Gehäuse und obenauf steht die Figur des Königs David mit der Harfe. Vergleichbare Instrumente, die vorn in der Emporenbrüstung stehen, findet man am Niederrhein beispielsweise in St. Nikolaus, Geldern-Walbeck, in St. Nikolaus, Brüggen, in St. Mariä Himmelfahrt, Bracht, im ehemaligen Kreuzherrenkloster Wegberg und in der evangelischen Kirche Linnich, ferner in der kriegszerstörten Erkelenzer Paterskirche und der Klever Minoritenkirche.
Da das Instrument nach 200 Jahren vollständig unspielbar geworden war, wurde es im Jahre 1905 durch ein neues Werk der Firma Tibus aus Rheinberg ersetzt. Dieses Orgelwerk hatte eine pneumatische Traktur. In den 1960er Jahren bekam die Firma Fleiter aus Münster den Auftrag, das Instrument umzubauen. Sie ersetzte die Pneumatik durch eine elektrische Traktur und die Orgel bekam einen neuen Spieltisch.
Unter den Restaurierungsarbeiten der Kirche in den 1970er-Jahren hatte das Instrument wiederum stark gelitten und wurde erneut unspielbar. 1978 bekam die Firma Gebrüder Stockmann (Werl) den Auftrag, eine neue Orgel zu bauen. Das heutige Werk besteht aus den drei Teilwerken Hauptwerk, Unterwerk und Pedalwerk. Das Instrument bekam wieder eine mechanische Traktur. Die Disposition lautet:
| I Hauptwerk C–g3 |            |        |
| 1.               | Pommer     | 16′    |
| 2.               | Prinzipal  | 08′    |
| 3.               | Rohrflöte  | 08′    |
| 4.               | Oktave     | 04′    |
| 5.               | Gemshorn 0 | 04′    |
| 6.               | Nasat      | 02 ⁄3′ |
| 7.               | Oktave     | 02′    |
| 8.               | Mixtur V   | 01 ⁄3′ |
| 9.               | Trompete   | 08′    |

| II Unterwerk C–g3 |                   |       |
| 10.               | Blei Gedackt      | 8′    |
| 11.               | Weidenpfeife      | 8′    |
| 12.               | Prinzipal         | 4′    |
| 13.               | Blockflöte        | 4′    |
| 14.               | Waldflöte         | 2′    |
| 15.               | Quinte            | 1 ⁄3′ |
| 16.               | Sesquialtera II 0 | 2 ⁄3′ |
| 17.               | Scharff IV        | 2⁄3′  |
| 18.               | Cromorne          | 8′    |
|                   | Tremolo           |       |

| Pedal C–f1 |                |     |
| 19.        | Subbaß         | 16′ |
| 20.        | Principalbaß 0 | 08′ |
| 21.        | Gedacktbaß     | 08′ |
| 22.        | Choralbaß      | 04′ |
| 23.        | Mixtur IV      |     |
| 24.        | Posaune        | 16′ |

- Koppeln: II/I, I/P, II/P
- Spielhilfen: zwei freie Kombinationen, eine freie Pedalkombination, Absteller für Zungen und Mixturen

## Kloster Kamp heute
Im Kloster ist seit 2003 ein Geistliches und Kulturelles Zentrum eingerichtet. Dort finden Besinnungstage und Kontemplationen statt. In der Abteikirche wird jeden Sonntag die Klostervesper gebetet. Im Rokokosaal werden kulturelle Veranstaltungen wie die Kamper Konzerte, Kammermusik, Lesungen, Abende für Genießer und das Kammermusikfest angeboten. Kunstausstellungen und Führungen können besucht werden. Das Klostergebäude wurde 2003 und 2009 umfangreich renoviert. Ein Klostercafé im ehemaligen Refektorium und ein Klosterladen in der ehemaligen Rekreation laden zum Verweilen ein. In einer der beiden Orangerien der Klosteranlage finden im Sommer Kunstausstellungen statt. Auf dem Abteiplatz vor der Klosterkirche sind noch einige Gebäude erhalten, die in der letzten Blütezeit des Klosters entstanden sind. Im Agathastift befindet sich das Museum Kloster Kamp, in dem viele Gegenstände aus der Geschichte des Klosters ausgestellt sind. Kostbarstes Ausstellungsstück ist das Kamper Antependium, ein Altarvorhang aus dem 14. Jahrhundert.